# OOCL SX-Klasse
Die Schiffe der OOCL SX-Klasse zählten bei ihrer Indienststellung ab 2004 zu den weltweit größten Containerschiffen.

## Geschichte
Die Baureihe wurde in den Jahren 2003 bis 2007 in einer Auflage von zwölf Schiffen von der südkoreanischen Werft Samsung Heavy Industries in Koje abgeliefert. Auftraggeber der Baureihe war die in Hongkong ansässige Orient Overseas Container Line (OOCL), bei der die Schiffe bis heute in Fahrt sind. Alle Schiff der Klasse werden im Liniendienst zwischen Europa und Ostasien eingesetzt.

## Technik

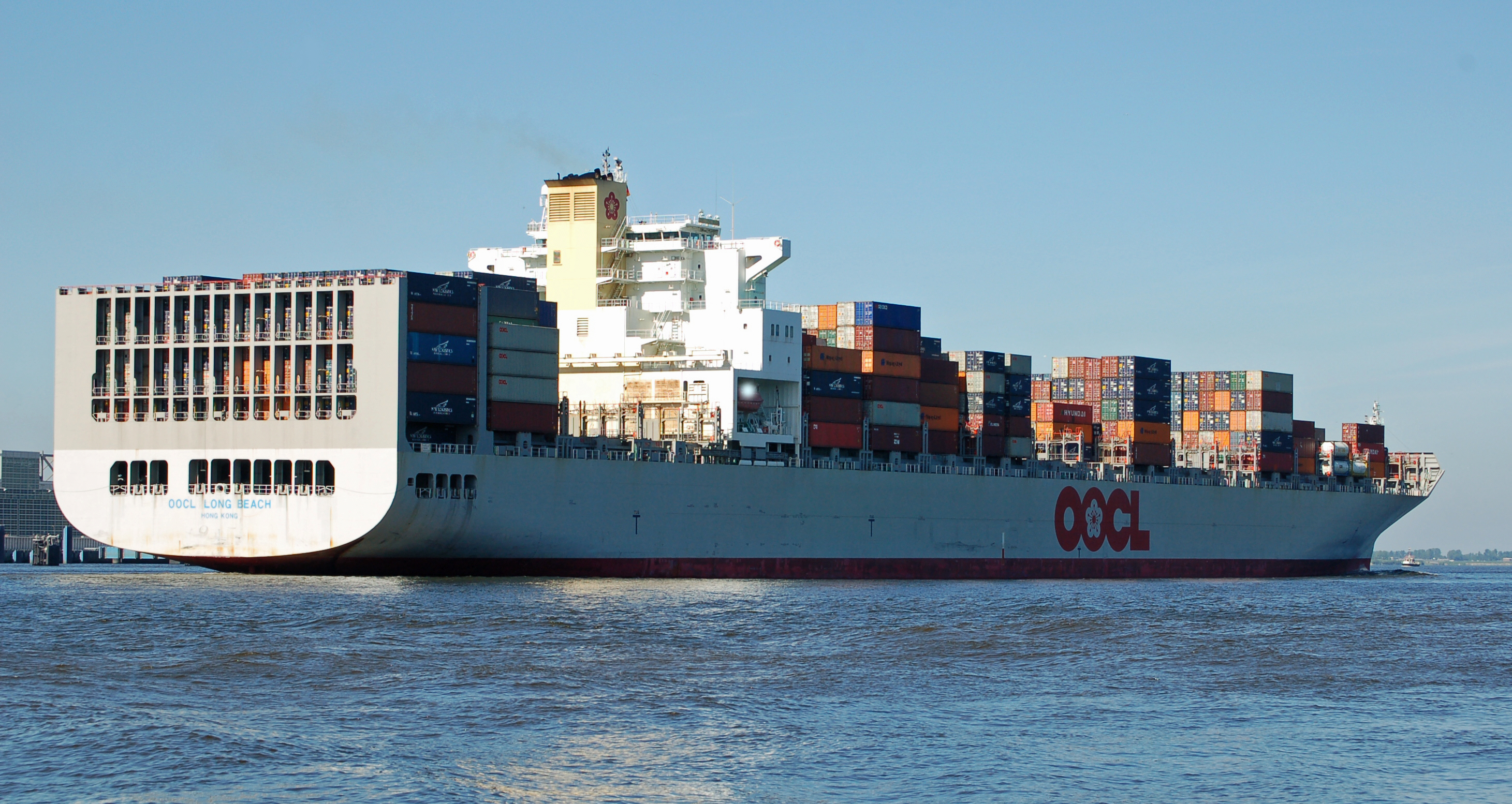
Heckansicht der OOCL Long Beach

Die SX-Klasse-Schiffe zählen zu den Post-Panamax-Containerschiffen und verfügen über eine Stellplatzkapazität von 8063 TEU (6105 TEU/homogen 14 tons) und 700 Kühlcontaineranschlüsse. Die beim American Bureau of Shipping klassifizierten Schiffe haben 19 40-Fuß-Bays (davon 4 hinter dem Deckshaus), können 15 Container nebeneinander und 9 Lagen übereinander im Laderaum stauen, an Deck sind es 17 Container nebeneinander und 7 Lagen übereinander. Bemerkenswert ist die Baubezeichnung 7400TEU Container Carrier der ersten acht Schiffe, während die letzten vier Einheiten bei gleichen Abmessungen werftintern als New Construction-8036 TEU Container Carrier geführt wurden.
Die verwendeten Common-Rail-Hauptmotoren zählten seinerzeit zu den leistungsfähigsten Dieselmotoren auf dem Markt.

## Die Schiffe
Es wurden zwölf baugleiche Schiffe der Bauserie vom Stapel gelassen:
| OOCL SX-Klasse   | OOCL SX-Klasse | OOCL SX-Klasse | OOCL SX-Klasse                                        | OOCL SX-Klasse                                             | OOCL SX-Klasse |
| Schiffsname      | Baunummer      | IMO-Nummer     | Kiellegung Stapellauf Ablieferung                     | Umbenennungen und Verbleib                                 |                |
| ---------------- | -------------- | -------------- | ----------------------------------------------------- | ---------------------------------------------------------- | -------------- |
| OOCL Shenzhen    | 1418           | 9243394        | 22. Oktober 2002 26. Dezember 2002 29. April 2003     | 2017: Seamax Darien, 2022: MSC Darien, so in Fahrt         |                |
| OOCL Long Beach  | 1419           | 9243409        | 27. Dezember 2002 8. März 2003 30. Juni 2003          | 2017: Seamax Bridgeport, 2022: MSC Bridgeport, so in Fahrt |                |
| OOCL Rotterdam   | 1420           | 9251999        | 4. August 2003 - 15. Januar 2004                      | so in Fahrt                                                |                |
| OOCL Hamburg     | 1421           | 9252008        | 18. September 2003 - 26. Februar 2004                 | so in Fahrt                                                |                |
| OOCL Qingdao     | 1426           | 9256470        | 20. Oktober 2003 27. Dezember 2003 7. April 2004      | 2019: MSC Qingdao, so in Fahrt                             |                |
| OOCL Ningbo      | 1427           | 9256482        | 24. November 2003 15. Februar 2004 11. Mai 2004       | 2018: GSL Ningbo, so in Fahrt                              |                |
| OOCL Atlanta     | 1484           | 9285005        | 20. September 2004 27. November 2004 28. Februar 2005 | so in Fahrt                                                |                |
| OOCL Tianjin     | 1485           | 9285471        | 26. Oktober 2004 - 17. März 2005                      | 2017: GSL Tianjin, 2019: MSC Tianjin, so in Fahrt          |                |
| OOCL Asia        | 1537           | 9300790        | 18. Oktober 2005 24. Dezember 2005 17. März 2006      | so in Fahrt                                                |                |
| OOCL Europe      | 1538           | 9300805        | 8. März 2006 20. Mai 2006 26. Juli 2006               | so in Fahrt                                                |                |
| OOCL Tokyo       | 1569           | 9310238        | 7. August 2006 25. Oktober 2006 8. Januar 2007        | so in Fahrt                                                |                |
| OOCL Southampton | 1570           | 9310240        | 9. Januar 2007 20. März 2007 30. Mai 2007             | so in Fahrt                                                |                |